# Освалдо де Оливейра Фильо
Освалдо де Оливейра Фильо (порт.-браз. Oswaldo de Oliveira Filho; род. 5 декабря 1950, Рио-де-Жанейро) — бразильский футбольный тренер.

## Карьера
Освалдо де Оливейра никогда не играл в футбол на профессиональном уровне. Он получил высшее образование в области физической культуры. В 1990-е годы работал с Вандерлеем Лушембургу в качестве тренера по физической подготовке в «Сантосе» и «Коринтиансе».
Самостоятельную карьеру в качестве главного тренера Освалдо начал в январе 1999 года в «Коринтиансе». В том же году он завоевал первые трофеи, выиграв Лигу Паулисту и чемпионат Бразилии. В 2000 году «Коринтианс» выиграл Клубный чемпионат мира по футболу. Освалдо покинул клуб в июне того же года.
Освалдо де Оливейра продолжил карьеру в «Васко да Гаме» в июле 2000 года, и вывел клуб в финал Кубка Жоао Авеланжа 2000 и Кубка Меркосур. Однако в финалах этих турниров команду возглавлял уже Жоэл Сантана, поскольку де Оливейра покинул команду после драки с президентом клуба Эурико Мирандой.
Далее Освалдо возглавил «Флуминенсе», который вышел в полуфинал чемпионата в 2001 году. В 2002 году он тренировал «Сан-Паулу», в котором играли звёзды такого масштаба, как Рикардиньо, Рожерио Сени и Кака. Однако в том году чемпионом стал «Сантос».
Позже тренировал «Фламенго», «Сантос», «Виторию» (Салвадор) и другие клубы. Также он провёл один сезон в чемпионате Катара.
В чемпионате Бразилии 2006 года он тренировал «Крузейро» только до конца сезона, а также руководил «Флуминенсе». Освалдо де Оливейра вывел команду на пятое место, а после его ухода команда с трудом спаслась от вылета в последнем туре.
В 2007 году Освалдо был нанят японской командой «Касима Антлерс», где присоединился к кумиру миллионов, Зико. После плохого старта, в котором команда сыграла пять матчей без побед и занимала 15-е место, Освалдо сумел её реанимировать, побив рекорд из девяти побед подряд и выиграв чемпионат три сезона подряд. В начале 2008 года команда из Касимы под руководством де Оливейры также выиграла Кубок Императора, это достижение было повторено в сезоне 2010 года. В 2011 году он выиграл лишь японский Кубок Лиги, уйдя из клуба в декабре того же года.
5 декабря 2011 года было официально объявлено о назначении Освалдо де Оливейры тренером «Ботафого» до конца 2012 года.
9 декабря 2013, после завершения чемпионата Бразилии, в котором «Ботафого» занял четвёртое место, тренер расторг контракт с клубом по обоюдному согласию.
16 декабря 2013 года назначен главным тренером «Сантоса». Контракт подписан до конца декабря 2014 года. 2 сентября 2014 года уволен со своего поста. Вместо него эту должность занял Эндерсон Морейра.
16 декабря 2014 года Освалдо подписал контракт с «Палмейрасом» до 31 декабря 2015 года. Таким образом, он стал первым тренером, который работал с четырьмя ведущими клубами Сан-Паулу и Рио-де-Жанейро.
20 августа 2015 года Освалдо был назначен тренером «Фламенго», вернувшись в клуб спустя 12 лет. На тот момент команда была на 13-м месте с 23 очками. 27 ноября 2015 года расторг контракт с клубом по обоюдному согласию.
26 апреля 2016 года Освалдо был назначен тренером «Спорта» (Ресифи). 11 октября 2016 года «Спорт» объявил о расставании с тренером. Гостевой матч 30-го тура чемпионата Бразилии 2016 12 октября 2016 года, проигранный «Шапекоэнсе» 0:3, стал последним для Освалдо на этой должности. Преемником де Оливейры в Ресифи стал Даниэл Паулиста.
14 октября 2016 года назначен (в 3-й раз) главным тренером «Коринтианса». 15 декабря 2016 года, по окончании сезона 2016, Освалдо покинул команду.
11 января 2017 года де Оливейра был нанят катарским «Аль-Араби»; Освальдо вернулся в Катар через 12 лет после ухода из «Аль-Ахли».
26 сентября 2017 года назначен главным тренером «Атлетико Минейро». Контракт подписан до конца сезона 2018. Он был уволен из клуба 9 февраля 2018 года из-за плохих результатов в начале сезона и словесной перепалки с журналистом из радиостанции Минас-Жерайс.
19 апреля 2018 года де Оливейра подписал контракт с японским «Урава Ред Даймондс». В японском клубе он завоевал Кубок Императора, но в чемпионате команда заняла пятое место, в итоге 28 мая 2019 года он был уволен.
20 августа 2019 года де Оливейра возглавил «Флуминенсе».

## Достижения
«Коринтианс»
- Лига Паулиста: 1999
- Серия A: 1999
- Клубный чемпионат мира: 2000

 «Сан-Паулу»
- Лига Паулиста: 2002

 «Касима Антлерс»
- J-Лига: 2007, 2008, 2009
- Кубок Императора: 2007, 2010
- Кубок Японии: 2011
- Суперкубок Японии: 2009
- Тренер года J-Лиги: 2007, 2008, 2009

 «Ботафого»
- Лига Кариока: 2013

 «Урава Ред Даймондс»
- Кубок Императора: 2018